# Балц
Балц (ос. balc/ balci) — у осетинському нартівському епосі — «військова експедиція (похід) за здобиччю» . Суспільне явище часів військової демократії, що було невід'ємною частиною культури, соціального життя всіх без винятку кочових суспільств до часів Середньовічча, а у деяких архаїчних культурах і до часів новітньої історії.
| "Одним з найважливіших елементів традиційного осетинського виховання був інститут balc... Чоловік вважався досягнувшим повної зрілості, тобто тим, хто пройшов усі щаблі ініціації, лише після того, як здійснював послідовно усі три передбачених за звичаєм балца - річний, трирічний, сьомирічний. Перший же, річний, похід ... був одночасно й необхідною умовою для переходу юнака до вікового класу дорослих чоловіків... У більш ранню епоху участь у такій експедиції була, ймовірно, неодмінною умовою для вступу у шлюб."[2] |
Отже, у давніх осетинів загін, який йшов у балц, звався bal (дослівно — «загін, зграя» (ИЭСОЯ, т. І, стор. 232–233)), ватажок такого загону — balxon («той, хто скликав/зібрав (xon) загін/зграю» (ИЭСОЯ, т. І, стор. 234)), рядовий представник загону — æmbal («товариш, супутник» (ИЭСОЯ, т. І, ст. 135)).
Наявність інституту балц у скіфів опосередковано підтверджено наступними повідомленнями:
- чоловіки скіфи пішли в Азію залишивши жінок вдома (Геродот, Історія, IV, І)[3];
- оповідь щодо походження савроматів (Геродот, Історія, IV, 110–116)[4];
- про вторгнення в Каппадокію скіфської молоді повідомляє Помпей Трог (Just., II, 4, 1).[5]

Інститут балц мав відповідні аналоги і в інших індоєвропейських культурах (ефеби тощо) на певному етапі їх розвитку.

## Етимологія
ос. balc/ balci < давньоіранська *bārti- — укр. «поїздка верхи» (ИЭСОЯ, т. І, ст.ст. 233–234).